# Брокьес
Брокье́с (фр. Broquiès, окс. Broquièrs) — коммуна во Франции, находится в регионе Окситания. Департамент — Аверон. Входит в состав кантона Сен-Ром-де-Тарн. Округ коммуны — Мийо.
Код INSEE коммуны — 12037.
Коммуна расположена приблизительно в 540 км к югу от Парижа, в 110 км северо-восточнее Тулузы, в 40 км к югу от Родеза.

## Население
Население коммуны на 2008 год составляло 644 человека.
| 1962 | 1968 | 1975 | 1982 | 1990 | 1999 | 2008 |
| ---- | ---- | ---- | ---- | ---- | ---- | ---- |
| 926  | 1022 | 881  | 752  | 652  | 678  | 644  |

## Экономика
В 2007 году среди 343 человек в трудоспособном возрасте (15—64 лет) 231 были экономически активными, 112 — неактивными (показатель активности — 67,3 %, в 1999 году было 66,8 %). Из 231 активных работали 215 человек (125 мужчин и 90 женщин), безработных было 16 (6 мужчин и 10 женщин). Среди 112 неактивных 26 человек были учениками или студентами, 55 — пенсионерами, 31 были неактивными по другим причинам.

## Фотогалерея

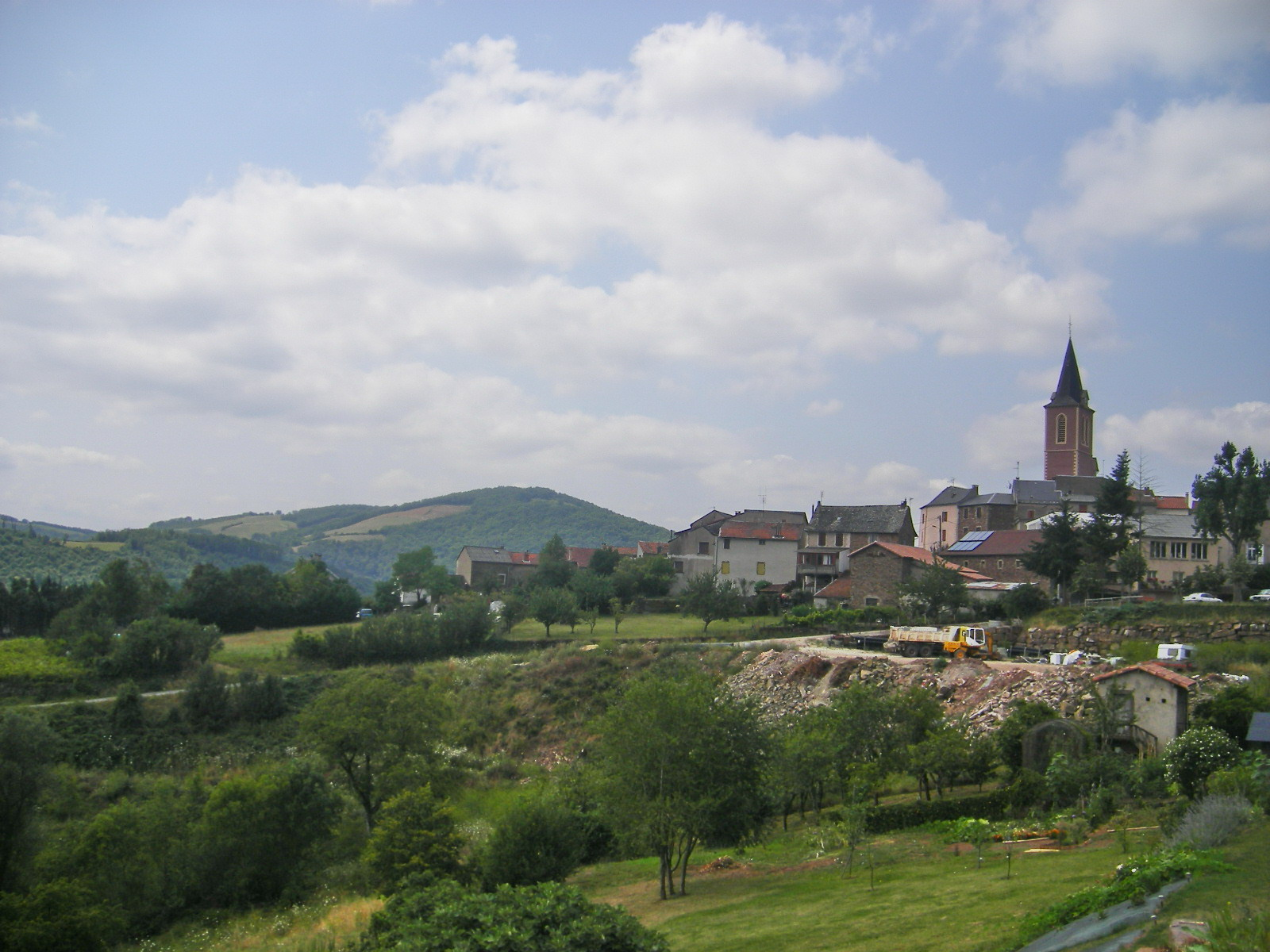
Брокьес
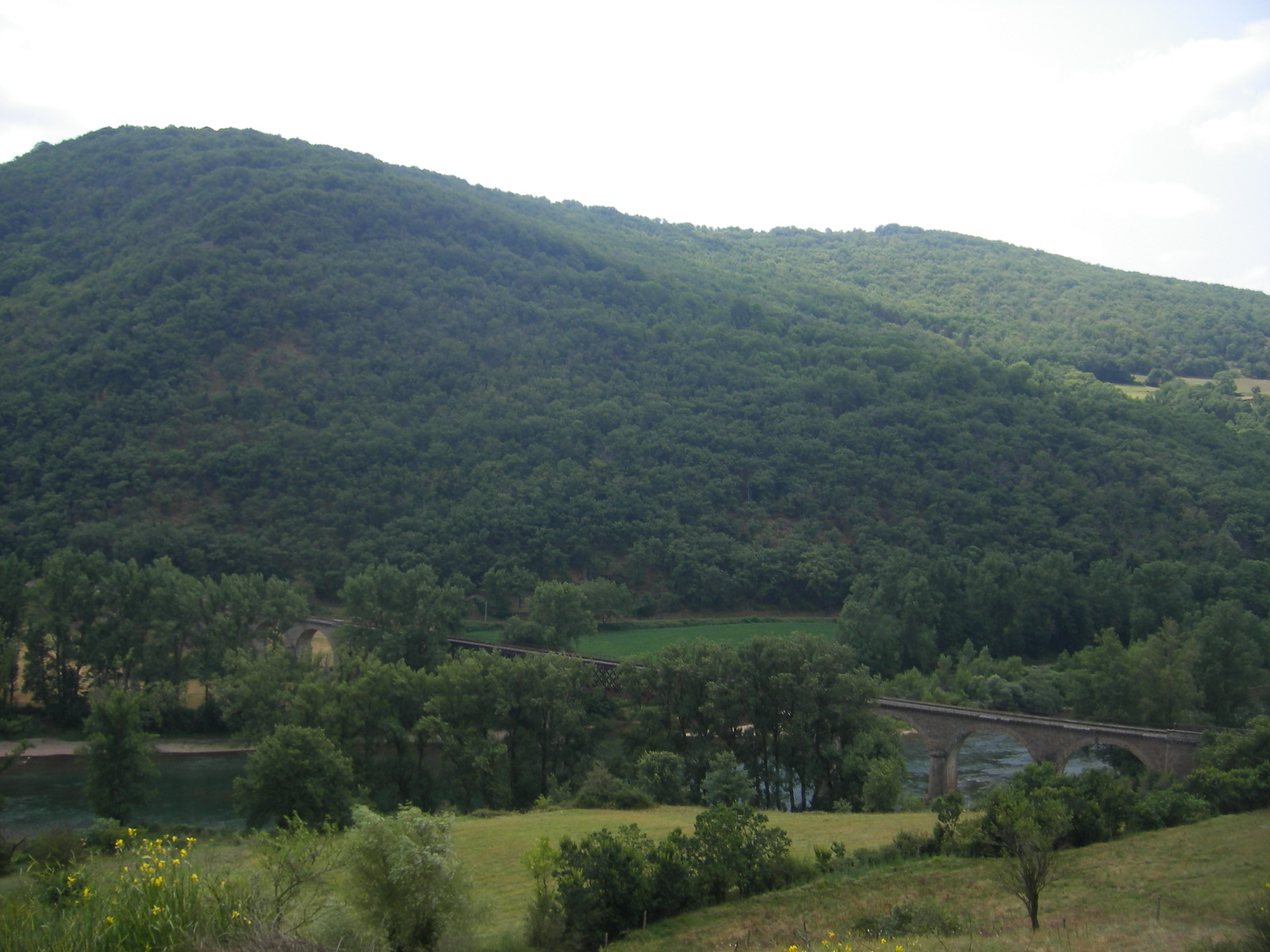
Мост через реку Тарн
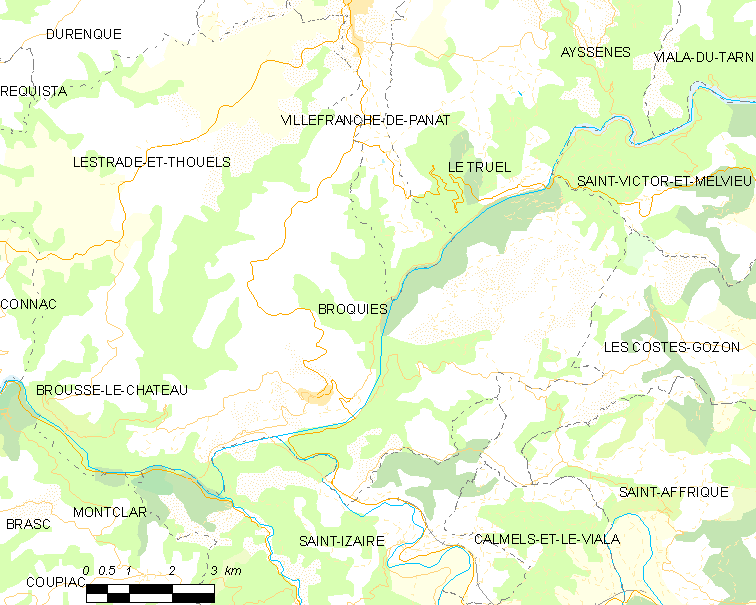
Карта коммуны